# 10208 Germanicus
10208 Germanicus (tên chỉ định: 1997 QN1) là một tiểu hành tinh vành đai chính. Nó được phát hiện ở Santa Lucia Stroncone Astronomical Observatory ở Stroncone, Italy, ngày 30 tháng 8 năm 1997. Nó được đặt theo tên Germanicus, an ancient Roman general, a nephew thuộc Tiberius, và a poet.